# Petit-Val
Petit-Val (niem. Kleintal, Kleinfelden) – gmina (niem. Einwohnergemeinde) w północno-zachodniej Szwajcarii, w kantonie Berno, w regionie administracyjnym Berner Jura, w okręgu Berner Jura. 31 grudnia 2022 roku liczyła 410 mieszkańców. Powstała 1 stycznia 2015 z połączenia gmin Châtelat, Monible, Sornetan oraz Souboz.

## Demografia
Na dzień 31 grudnia 2020 obcokrajowcy stanowili 7,1% ogółu mieszkańców.

## Transport
Przez teren gminy przebiega droga główna nr 526.